# N̥
Cette page contient des caractères spéciaux ou non latins. S’ils s’affichent mal (▯, ?, etc.), consultez la page d’aide Unicode.
N̥ (minuscule : n̥), ou N rond souscrit, était une lettre latine additionnelle utilisée dans certaines transcriptions phonétiques ou dans l’écriture du purisimeño. Il s’agit de la lettre N diacritée d’un rond souscrit.

## Utilisation
Dans l’alphabet phonétique international, le symbole [n̥] représente la consonne nasale alvéolaire dévoisée. Elle peut aussi être représentée avec un rond suscrit [n̊].
Dans l’orthographie du purisimeño, le n̥ est utilisé pour représenter une consonne dévoisée suivant la notation phonétique américaniste recommandée par WIELD (Western Institute for Endangered Language Documentation).

## Représentations informatiques
Le N rond souscrit peut être représenté avec les caractères Unicode (latin de base, diacritiques) suivants :
| formes    | représentations | chaînes de caractères | points de code | descriptions                                        |
| --------- | --------------- | --------------------- | -------------- | --------------------------------------------------- |
| capitale  | N̥               | N◌̥                    | U+004E U+0325  | lettre majuscule latine n diacritique rond souscrit |
| minuscule | n̥               | n◌̥                    | U+006E U+0325  | lettre minuscule latine n diacritique rond souscrit |